# Ліза Майєр (поетеса)
Лі́за Ма́єр (нім. Lisa Mayer; нар. 1954, Нассерайт) — австрійська поетеса.
За професією логопед. З 1977 року проживає в Зальцбурзі.

## Творчість
У 1970-ті роки опублікувала в тірольській періодиці кілька оповідань, проте потім відійшла від літератури, виховувала шістьох дітей. Поставивши їх на ноги, професійно зайнялася поезією. У 1998 році удостоєна Поетичної премії Землі Зальцбург, у 1999 році вийшов перший збірник віршів «По дахах знову барабанить» (нім. Auf den Dächern wird wieder getrommelt). У 2005 році за ним послідувала друга книга, «Тільки ти зустрічаєш злодіїв» (нім. Du allein beschenkst die Diebe), в тому ж році отримала третій приз Премії Фельдкирха. У 2007 році Лізі Маєр присуджена заохочувальна Премія Георга Тракля. У 2006 році в Кракові вийшов збірник Маєр «Дволикий ангел» (пол. Anioł o dwóch twarzach) у перекладі відомого польського перекладача Ришарда Войнаковського.
За словами письменника і критика Петера Ландерля, секрет цих віршів у тому, що вони «гармонійні, м'які та лагідні, в них витончений ритм і ніжна мелодія»
У журналах «Иностранная литература» і TextOnly публікувались твори поетеси російською мовою у перекладі Дмитра Кузьміна.